# عبد الإله الخشاب
عبد الإله يوسف مصطفى الخشاب هو كاتب وأستاذ جامعي عراقي ولد في مدينة الموصل عام 1940. شغل منصب رئيس جامعة البصرة من عام 1975 إلى عام 1985، ورئيس جامعة الموصل من عام 1985 إلى عام 1992، ورئيس جامعة بغداد من عام 1992 إلى عام 2001. نشر الخشاب أكثر من عشرين بحثاً في المجلات العربية والأجنبية، وأشرف على عدد من رسائل الماجستير والدكتوراه، وساهم في إصدار موسوعة الموصل الحضارية.